# Greg Autry
Greg Autry, né le 25 avril 1963 à Torrance, en Californie, est un expert américain en politique spatiale, éducateur, entrepreneur et auteur. Il est professeur de pratique au Collège des affaires de l'Université de Floride centrale (UCF), où il dirige les programmes exécutifs et MBA en commercialisation spatiale et contribue à la stratégie spatiale de l'université. Il est également vice-président pour le développement spatial à la National Space Society et préside le sous-comité sur le cas d'affaires du programme In Space Production Applications (InSPA) de la NASA, qui envoie des expériences de fabrication à la Station spatiale internationale,. En mars 2025, il a été nommé pour devenir directeur financier de la NASA.

## Biographie

### Formation
Greg Autry obtient un Bachelor of Arts en histoire à la California State Polytechnic University, Pomona en 1999, suivi d’un MBA en 2002 et d’un PhD en gestion en 2013 à l’Université de Californie à Irvine. Sa thèse doctorale explore le rôle des gouvernements dans l’émergence de nouvelles industries, avec un focus sur le secteur spatial commercial (NewSpace). Elle s’appuie sur des entretiens avec des acteurs du secteur et des données tirées de revues industrielles et de conférences,.

### Carrière académique
Avant de rejoindre l’UCF en 2024, Autry est professeur clinicien et directeur de l’Initiative Thunderbird pour le leadership, la politique et les affaires spatiales à la Thunderbird School of Global Management de l’Université d'État de l'Arizona. Il est également président du groupe de travail sur la sécurité du COMSTAC de 2020 à 2022. Auparavant, il occupe des postes de professeur adjoint en entrepreneuriat à l’USC Marshall School of Business et à l’Université de Californie à Irvine,. Il enseigne également l’entrepreneuriat spatial dans un programme de certificat de l’Université spatiale internationale et du Florida Institute of Technology, et est professeur invité à l’Imperial College London.

### Carrière entrepreneuriale
Dans les années 1980, Autry cofonde H.A.L. Labs, une entreprise de développement de jeux vidéo, dont le premier produit, Taxman, est acquis par Atari. Il travaille ensuite pour Honeywell Aerospace et développe des logiciels pour des dispositifs médicaux chez Hemascience Laboratories. En 1987, il fonde Riverside Doctor Micro, vendu à CompuCom Systems en 1994, puis Network Corps en 1997, une entreprise axée sur les solutions pour le secteur de la santé. En 2015, il cofonde Elevated Materials, une startup spécialisée dans le recyclage de fibres de carbone pour l’aérospatiale.

### Engagements politiques et spatiaux
Autry sert dans l’équipe de transition de la NASA en 2016 et comme liaison à la Maison Blanche en 2017. En 2020 et 2025, il est nommé pour le poste de directeur financier de la NASA, chargé de superviser un budget de plus de 25 milliards de dollars. Il conseille également Relativity Space et siège au conseil d’administration d’Interstellar Lab,.

### Publications
Autry est co-auteur de Death by China (2011) et Red Moon Rising: How America Will Beat China on the Final Frontier (2024), avec Peter Navarro,. Il a également publié un manuel universitaire, The New Entrepreneurial Dynamic: 21st Century Startups and Small Businesses (2022), qui propose un modèle adaptatif pour le développement entrepreneurial. Il contribue régulièrement à des revues comme New Space Journal et à des médias tels que Forbes et Foreign Policy.

### Plaidoyer politique
Autry témoigne à plusieurs reprises devant le Congrès américain sur les questions liées à la Chine, notamment sur les cyberattaques et la diplomatie publique,. Il est membre du Committee on the Present Danger, plaidant contre les pratiques du Parti communiste chinois. Il défend également l’investissement public dans les programmes spatiaux pour soutenir le développement économique et la durabilité environnementale.